# Membracoidea
Le cicaline sensu lato (Membracoidea Rafinesque, 1815), sono una superfamiglia cosmopolita di insetti dell'Ordine dei Rincoti Omotteri, infraordine Cicadomorpha. Il raggruppamento è detto anche Jassidoidea, in riferimento ad un sinonimo attribuito ai Cicadellidae, oppure Cicadelloidea.

## Descrizione
Gli adulti dei Membracoidei presentano varie forme. Alcuni caratteri morfologici sono tuttavia costanti e permettono la determinazione distinguendoli dalle altre due superfamiglie dei Cicadomorfi. Dai Cicadoidei si distinguono, come i Cercopoidei, per avere due ocelli invece di tre. Dai Cercopoidei si distinguono per la conformazione delle coxe e delle tibie nelle zampe. In generale si tratta di insetti di piccole dimensioni, dal corpo più o meno allungato, dalla livrea spesso vistosa per le colorazioni più o meno vivaci o per lo sviluppo ipertelico del pronoto.
Il capo è metagnato, largo, con area fronto-clipeale convessa. È provvisto di due ocelli, variamente disposti. Gli occhi sono grandi, disposti alle estremità laterali del capo come in tutti i Cicadomorfi.
Il torace presenta un pronoto largo, variamente conformato, in generale in forma di collare più o meno sviluppato in lunghezza nei Cicadellidi, variamente ed eccezionalmente sviluppato nei Membracidi. Il mesonoto ha una forma triangolare, con scutello piuttosto breve, in genere nascosto dal pronoto nei Membracidi.
Le ali anteriori sono ben sviluppate e differenziate in tegmine. In fase di riposo sono ripiegate a tetto. Le zampe posteriori sono di tipo saltatorio. Le coxe posteriori sono leggermente allungate e disposte trasversalmente, contrariamente a quelle dei Cercopoidei, nei quali sono più brevi e di forma conica. Le tibie posteriori sono carenate (cilindriche nei Cercopoidei) e nella faccia esterna sono ornate da una fila di setole spiniformi mobili.
L'addome delle femmine è provvisto di un ovopositore capace di praticare incisioni nei tessuti vegetali, dove vengono deposte le uova.

## Sistematica
La superfamiglia dei Membracoidea è stata sottoposta a frequenti revisioni e a tutt'oggi resta ancora non bene definita. In particolare è complessa la classificazione dei Cicadellidi, alcune sottofamiglie dei quali sono state talvolta elevate al rango di famiglie. Lo stesso nome attribuito alla superfamiglia non è universalmente accettato: in passato, specie fra gli Autori italiani, prevaleva il nome di Jassoidea, ancora usato in alcune recenti pubblicazioni; molto diffuso era anche il nome di Cicadelloidea, in particolare fra gli Autori australiani. Attualmente il nome più ricorrente è quello di Membracoidea.
La sistematica interna, tradizionalmente, individua due grandi famiglie cosmopolite, quella dei Membracidae e quella dei Cicadellidae, anche se questa è stata spesso distinta in più famiglie. A queste si aggiungono altre tre piccole famiglie, di cui una di recente descrizione, a distribuzione circoscritta. Queste famiglie non sono in genere menzionate. Uno dei quadri sistematici più accreditati, individuerebbe perciò le seguenti famiglie:
- Aetalionidae
- Cicadellidae (comprese Typhlocybinae, Hylicinae e Ulopinae al rango di sottofamiglie)
- Melizoderidae
- Membracidae
- Myerslopiidae